# 赵多佳
赵多佳（1955年—），女，中华人民共和国高级记者，中國共產黨党员。

## 生平
毕业于首都师范大学，哲学学士。曾任北京人民广播电台新闻台副台长、经济台台长、副总编辑、常务副总编辑，北广传媒集团副总裁，北京电视台总编辑。
2013年9月起任中共北京广播电视台党委副书记、副台长，北京电视台台长(兼)；2014年5月任中共北京广播电视台党委副书记、台长，北京电视台台长(兼)。